# 李元齡
李元齡（1549年—？年），字仁卿，四川成都府華陽縣民籍江西南昌府豐城縣人，明朝政治人物。

## 生平
弱冠由國子生中式隆慶四年（1570年）庚午科四川鄉試第四十九名舉人，萬曆五年（1577年）丁丑科會試第五十七名，第二甲第十五名進士。授臨清知州，十年調信陽州，入為工部都水司员外郎，升郎中，萬曆十九年（1591年）任淮安府知府。三十年平陽府知府，三十一年十月晋山西按察副使兼参议、分巡冀宁道事，乞休歸。著有《翼經随筆》。

## 家族
曾祖李福，祖李大榮，父李廷聲，母曹氏。